# Xianfeng-kejsaren
Xianfeng-kejsaren, egentligt namn Yizhu, född 17 juli 1831 i Peking, död 22 augusti 1861 i Chengde, var den sjunde av kejsarna i den manchuriska Qing-dynastin som regerade över Kina.
Under hans ämbetsperiod upplevde kejsarriket flera av sina värsta kriser. Först var det Taipingupproret som utvidgade sig från ett regionalt problem till en landsomfattande och ytterst blodigt inbördeskrig, som skulle kosta 20 miljoner människor livet och ödelägga 600 städer. Därtill kom en rad uppror från olika etniska och religiösa grupper i flera provinser.
1852 blev den 17-åriga Cixi utvald till en av Xianfeng-kejsarens konkubiner och födde dennes ende son 1856 och upphöjdes därmed till andra kejsarinna.

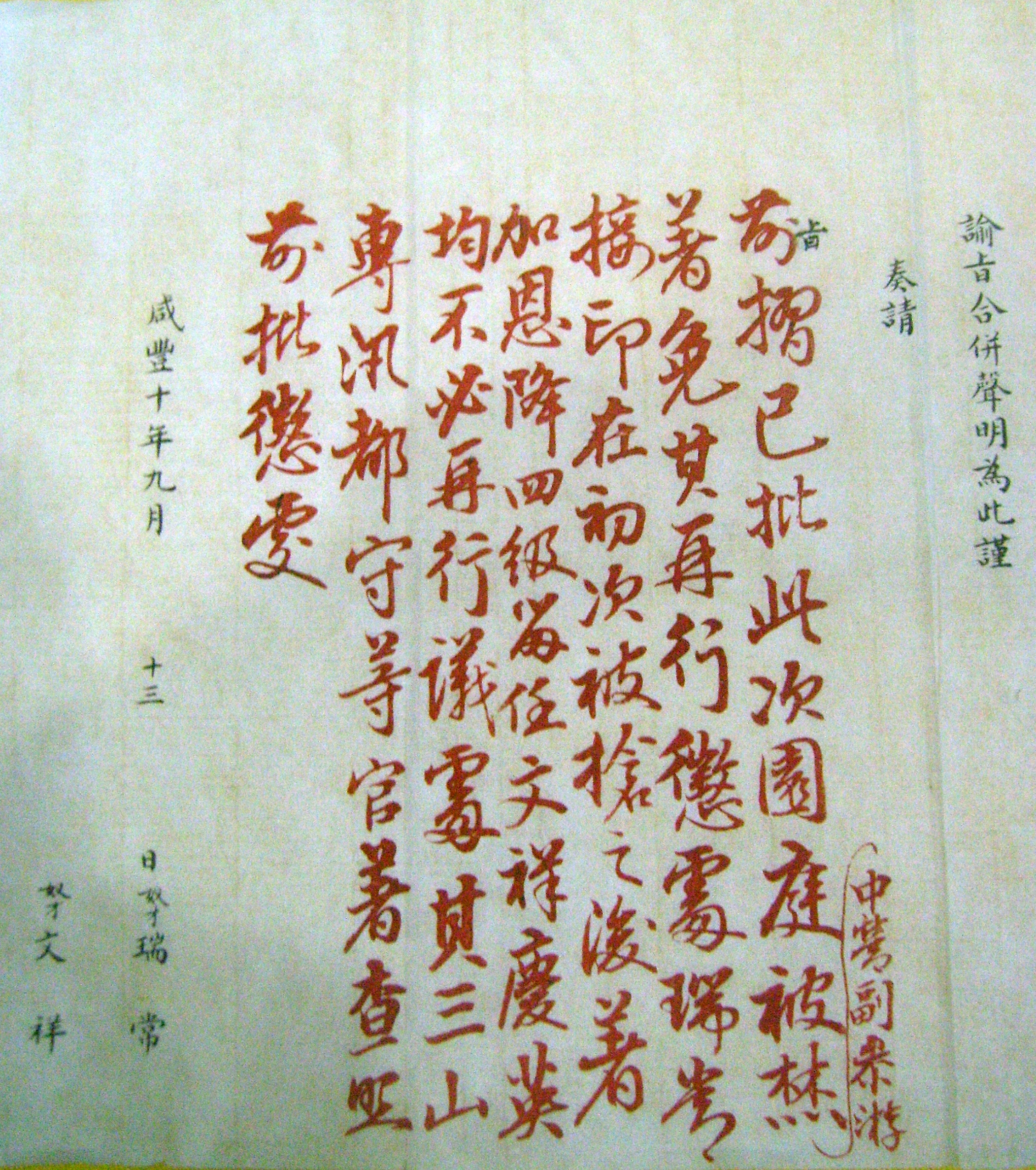
Ett kejserligt edikt som skrevs efter det gamla Sommarpalatset plundrats 1860.

Det andra opiumkriget mot Storbritannien (1856-1860) inträffade under Xianfeng-kejsarens regeringstid. Efter att en brittisk-fransk straffexpedition intagit och plundrat Peking flydde kejsaren till Sommarresidenset i Chengde, där han förblev till sin död i augusti 1861.
Efter kriget tvingades Qing-imperiet till en rad nya eftergifter till den utländska makterna. Flera nya fördragshamnar öppnades för handel och Qing-imperiet måste betala krigsskadestånd på 16 miljoner tael silver. Dessutom tvingades regeringen att tillåta kristen mission i Kinas inland. 1858 tvingade den ryske militären Nikolaj Muravjov-Amurskij Qing-regeringen att avstå delar av norra Manchuriet till Ryssland, där ryssarna senare anlade hamnstaden Vladivostok.